# 총기병

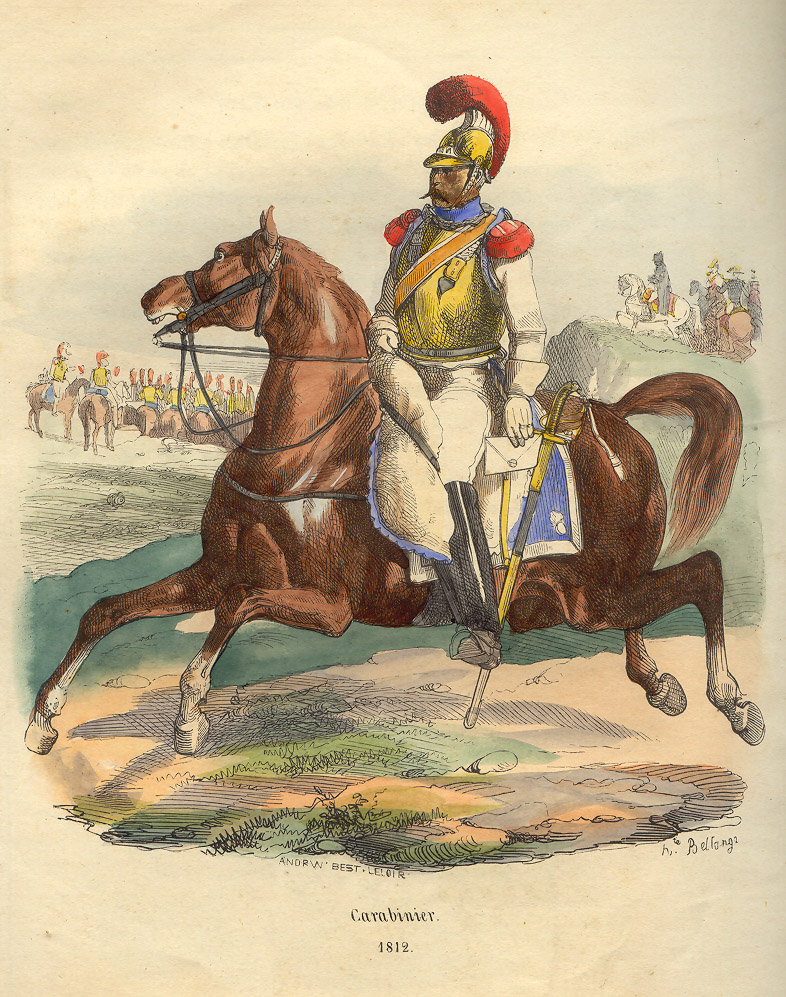
나폴레옹 시대의 프랑스 카비니어.

총기병(銃騎兵) 또는 카비니어(carabinier, carabineer, carbineer)는 짧은 머스킷총인 카빈을 장비한 기병을 말한다. 카빈은 머스킷보다 짧고 가벼웠기 때문에 마상에서 사용하기 적합하다고 여겨졌다.